# Hackneypony

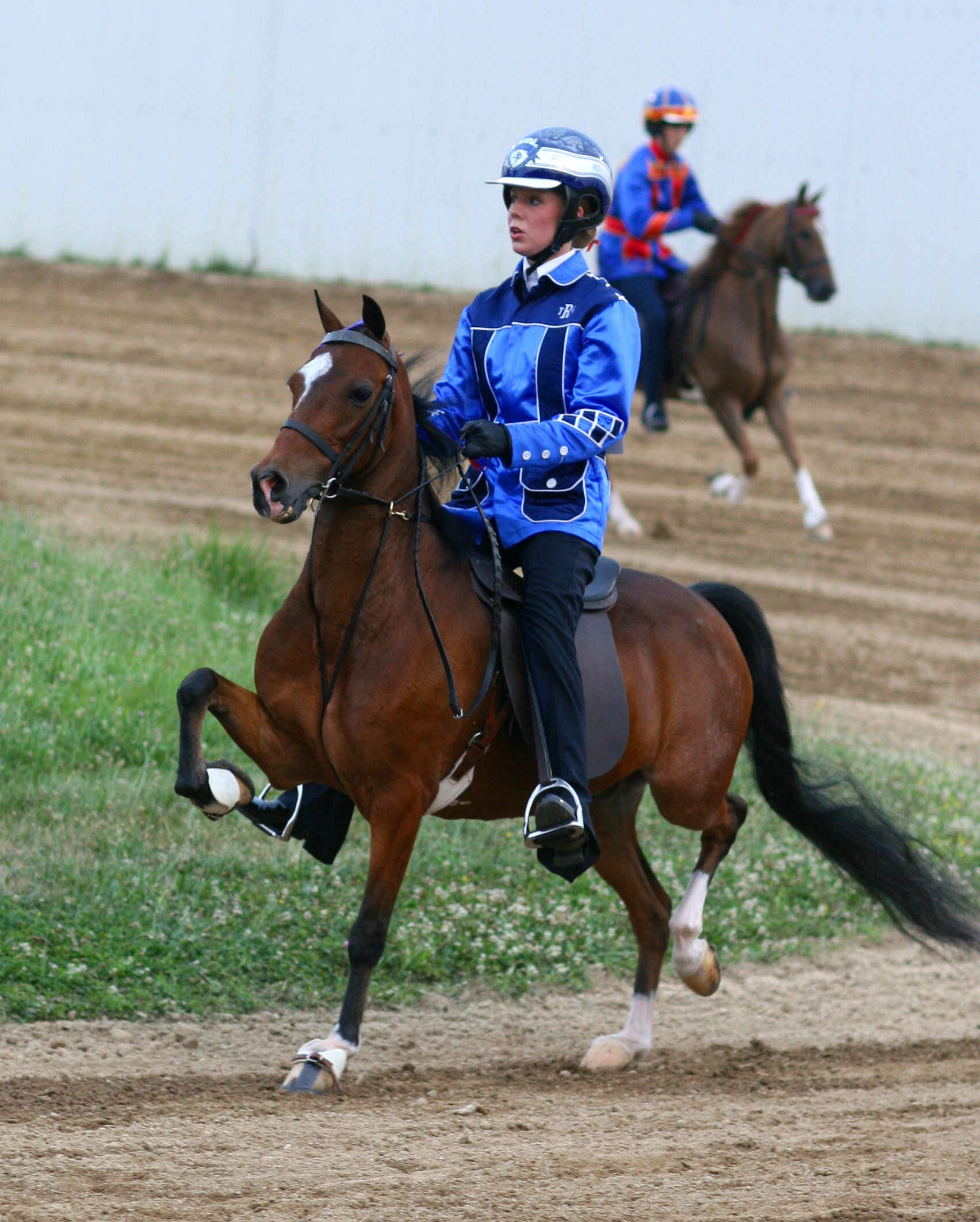
Bereden hackneypony

De hackneypony is een ponyras dat oorspronkelijk uit Engeland komt. Het ras werd ontwikkeld door één man: Christopher Wilson in de jaren tussen 1865 en 1880.
De stokmaat van de hackney ligt tussen de 1,25 en 1,55 meter. Ze worden verdeeld in twee maten:
- de hackneypony: tot 1,40 meter
- het hackneypaard: boven 1,40 meter

Tussen de hackneypony en het hackneypaard moeten duidelijke verschillen zitten.
De hackney is ook prima als rijpaard, maar vooral als tuigpaard.